# Pocillopora woodjonesi
Espèce
Statut CITES
Pocillopora woodjonesi est une espèce de coraux appartenant à la famille des Pocilloporidae.